# The BOBs
The BOBs (Best of the Blogs) — щорічний найбільший у світі міжнародний конкурс блогерів.
Конкурс заснований Deutsche Welle у 2004.
Номінантами конкурсу можуть стати будь-які блоги, написані однією з 14 конкурсних мов. Приз конкурсу The Bobs присуджують у 34 номінаціях — шести міжнародних та 28 мовних (14 блогів та 14 мікроблогів).
Найближчі два роки постійним членом журі від України обрано журналіста «Української правди» Мустафу Найєма.

## 2013
Прийом пропозицій триває з 6 лютого по 6 березня 2013 року. Відкрите голосування за фіналістів конкурсу — з 3 квітня по 7 травня. Щодоби можна буде віддати один голос в кожній номінації.
Остаточний перелік усіх переможців — за версіями журі та користувачів — буде оприлюднено 7 травня 2013 року на сайті The Bobs. Переможці конкурсу будуть запрошені на церемонію нагородження, яка відбудеться 18 червня 2013 року під час медіа конференції Deutsche Welle Global Media Forum у Бонні.